# Citers
Citers est une commune française située dans le département de la Haute-Saône, la région culturelle et historique de Franche-Comté et la région administrative Bourgogne-Franche-Comté.

## Géographie
La commune de Citers est située dans l'est de la France, dans la région Bourgogne-Franche-Comté et dans le département de la Haute-Saône et à 9 kilomètres du parc naturel régional des Ballons des Vosges.
La commune s'étend sur 15,17 km2. Son point culminant est situé à 347 mètres d'altitude et son point le plus bas à 269 mètres. La  Lanterne  est le principal cours d'eau du village.

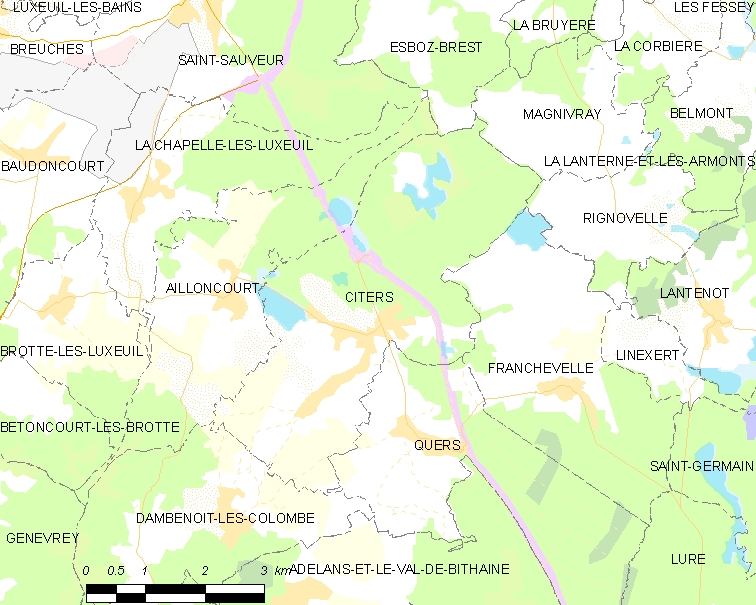
Situation de Citers.

### Climat
Pour des articles plus généraux, voir Climat de la Bourgogne-Franche-Comté et Climat de la Haute-Saône.
En 2010, le climat de la commune est de type climat des marges montargnardes, selon une étude du Centre national de la recherche scientifique s'appuyant sur une série de données couvrant la période 1971-2000. En 2020, Météo-France publie une typologie des climats de la France métropolitaine dans laquelle la commune est exposée à un climat semi-continental et est dans la région climatique  Lorraine, plateau de Langres, Morvan, caractérisée par un hiver rude (1,5 °C), des vents modérés et des brouillards fréquents en automne et hiver. 
Pour la période 1971-2000, la température annuelle moyenne est de 10,3 °C, avec une amplitude thermique annuelle de 17,1 °C. Le cumul annuel moyen de précipitations est de 1 142 mm, avec 12,4 jours de précipitations en janvier et 10,4 jours en juillet. Pour la période 1991-2020, la température moyenne annuelle observée sur la station météorologique de Météo-France la plus proche, « Luxeuil », sur la commune de Saint-Sauveur à 7 km à vol d'oiseau, est de 10,8 °C et le cumul annuel moyen de précipitations est de 977,3 mm. 
La température maximale relevée sur cette station est de 38,9 °C, atteinte le 25 juillet 2019 ; la température minimale est de −25,9 °C, atteinte le 16 janvier 1966,,. 
Les paramètres climatiques de la commune ont été estimés pour le milieu du siècle (2041-2070) selon différents scénarios d'émission de gaz à effet de serre à partir des nouvelles projections climatiques de référence DRIAS-2020. Ils sont consultables sur un site dédié publié par Météo-France en novembre 2022.

## Urbanisme

### Typologie
Au 1er janvier 2024, Citers est catégorisée commune rurale à habitat dispersé, selon la nouvelle grille communale de densité à sept niveaux définie par l'Insee en 2022.
Elle est située hors unité urbaine. Par ailleurs la commune fait partie de l'aire d'attraction de Luxeuil-les-Bains, dont elle est une commune de la couronne,. Cette aire, qui regroupe 41 communes, est catégorisée dans les aires de moins de 50 000 habitants,.

### Occupation des sols
L'occupation des sols de la commune, telle qu'elle ressort de la base de données européenne d’occupation biophysique des sols Corine Land Cover (CLC), est marquée par l'importance des forêts et milieux semi-naturels (48,6 % en 2018), une proportion sensiblement équivalente à celle de 1990 (48,8 %). La répartition détaillée en 2018 est la suivante : 
forêts (43,5 %), zones agricoles hétérogènes (16,1 %), terres arables (12 %), prairies (9,5 %), zones urbanisées (5,9 %), eaux continentales (5,2 %), milieux à végétation arbustive et/ou herbacée (5,1 %), zones industrielles ou commerciales et réseaux de communication (2,7 %). L'évolution de l’occupation des sols de la commune et de ses infrastructures peut être observée sur les différentes représentations cartographiques du territoire : la carte de Cassini (XVIIIe siècle), la carte d'état-major (1820-1866) et les cartes ou photos aériennes de l'IGN pour la période actuelle (1950 à aujourd'hui).

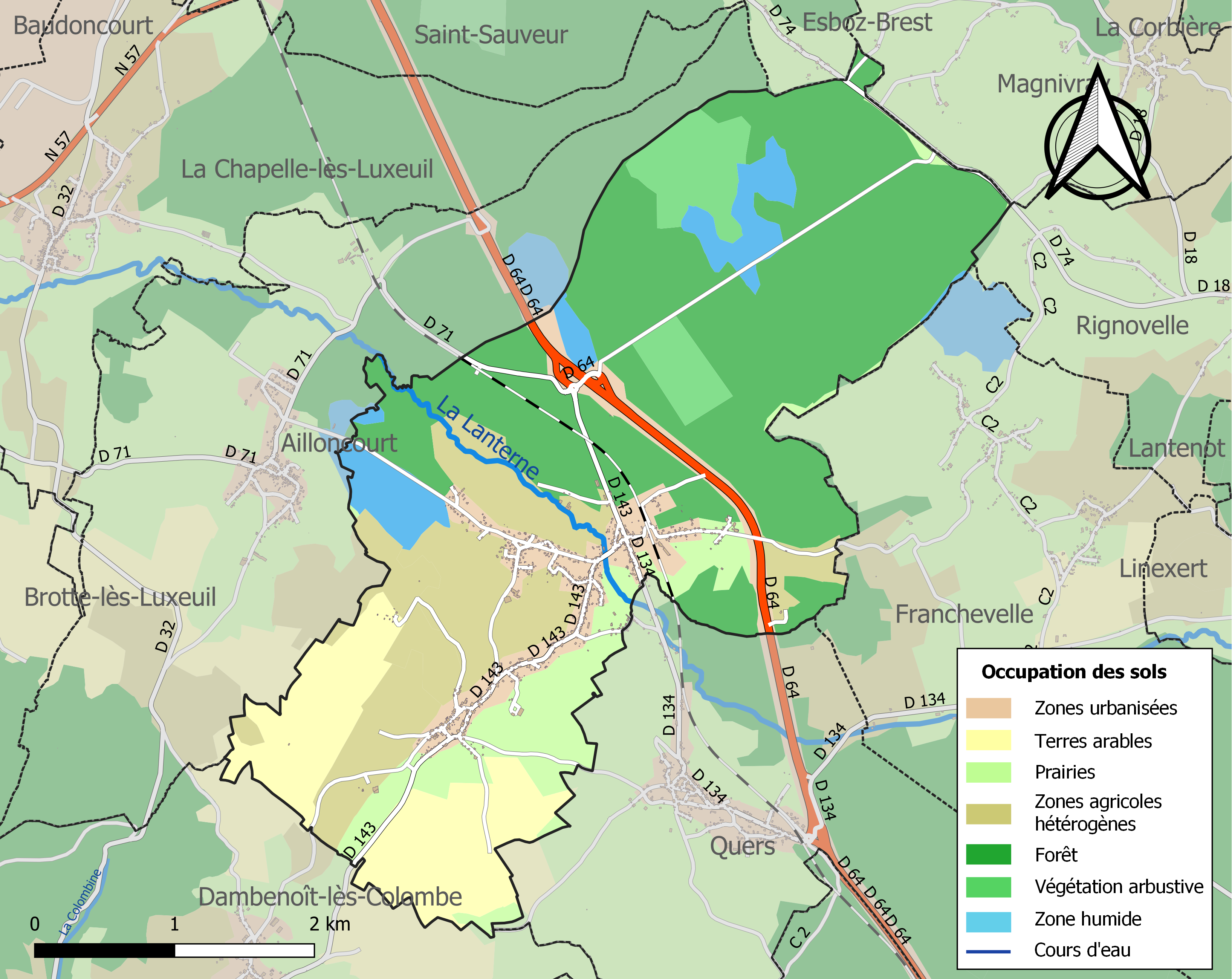
Carte des infrastructures et de l'occupation des sols de la commune en 2018 (CLC).

## Politique et administration

### Rattachements administratifs et électoraux
La commune fait partie de l'arrondissement de Lure du département de la Haute-Saône,  en région Bourgogne-Franche-Comté. Pour l'élection des députés, elle dépend de la deuxième circonscription de la Haute-Saône.
Elle faisait partie entre 1801 et 1985 du canton de Luxeuil-les-Bains. À la suite de la scission de celui-ci, la commune est rattachée en 1985 au Canton de Saint-Sauveur. Dans le cadre du redécoupage cantonal de 2014 en France, Citers est à nouveau intégré au canton de Luxeuil-les-Bains.

### Intercommunalité
La commune était membre de la communauté de communes des Franches-Communes, créée le 31 décembre 2001 et qui regroupait 14 communes et environ 4 200 habitants.
Dans le cadre des dispositions de la loi du 16 décembre 2010 de réforme des collectivités territoriales, qui prévoit toutefois d'achever et de rationaliser le dispositif intercommunal en France, et notamment d'intégrer la quasi-totalité des communes françaises dans des EPCI à fiscalité propre dont la population soit normalement supérieure à 5 000 habitants, le schéma départemental de coopération intercommunale de 2011 a prévu la fusion des communautés de communes : 
- du Pays de Saulx, 
- des grands bois 
- des Franches Communes (sauf  Amblans et Genevreuille), 
et en y rajoutant la commune isolée de Velorcey, afin de former une nouvelle structure regroupant 42 communes et environ 11 200 habitants.
Cette fusion est effective depuis le 1er janvier 2014 et a permis la création, à la place des intercommunalités supprimées, de  la communauté de communes du Triangle Vert.

### Liste des maires

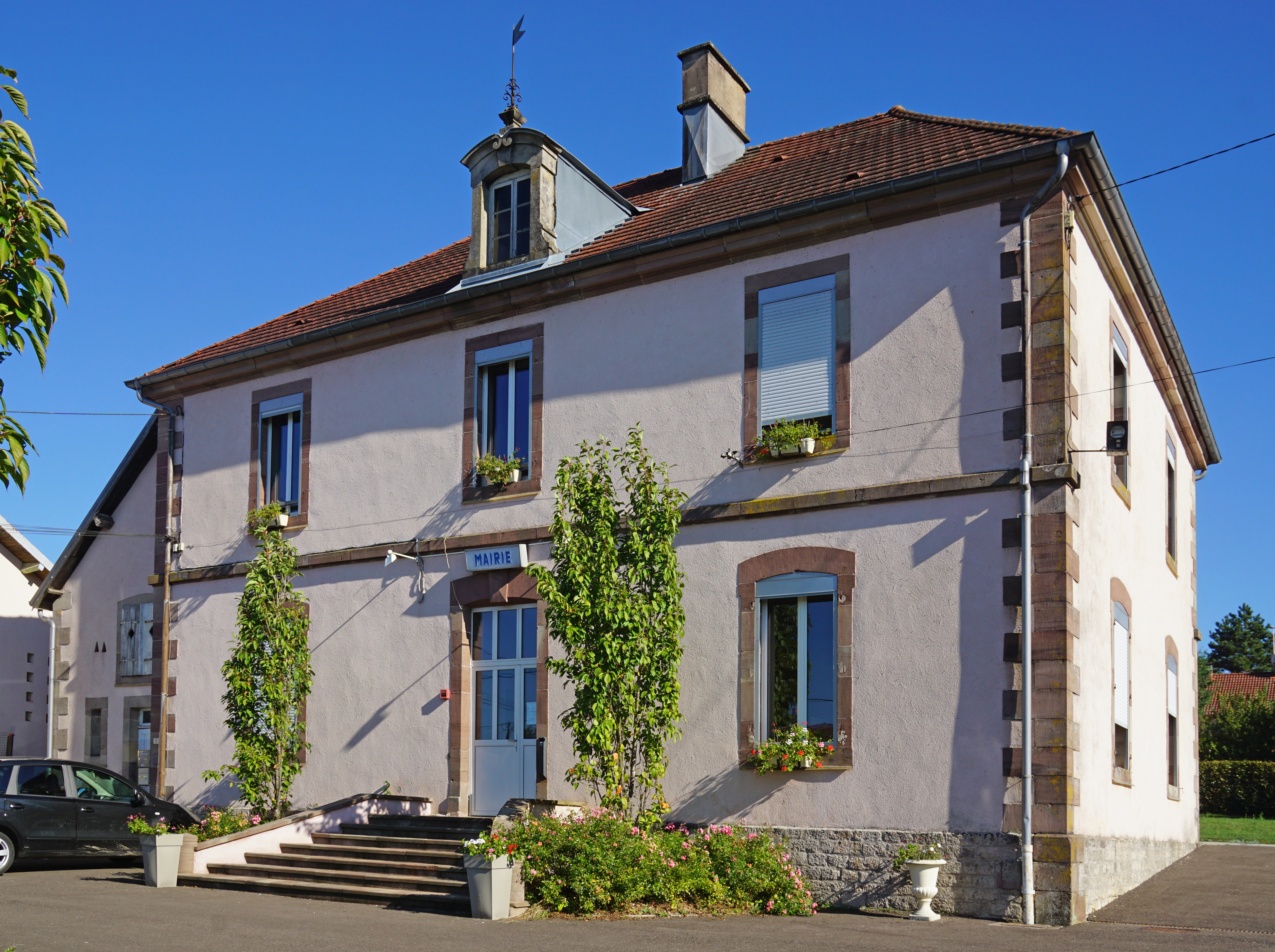
La mairie.

| Période                                  | Période                 | Identité        | Étiquette | Qualité                                  |
| ---------------------------------------- | ----------------------- | --------------- | --------- | ---------------------------------------- |
| Les données manquantes sont à compléter. |                         |                 |           |                                          |
| mars 1977                                | 2001                    | Gilbert Meunier |           | Dirigeant de sociétés                    |
| mars 2001                                | En cours (au 19/7/2015) | Lucien Simard   |           | Retraité Réélu pour le mandat 2014-2020, |

## Démographie
En 2022, la commune de Citers comptait 773 habitants. À partir du XXIe siècle, les recensements réels des communes de moins de 10 000 habitants ont lieu tous les cinq ans. Les autres « recensements » sont des estimations.
| 1793 | 1800 | 1806 | 1821 | 1831 | 1836 | 1841 | 1846 | 1851 |
| ---- | ---- | ---- | ---- | ---- | ---- | ---- | ---- | ---- |
| 605  | 646  | 768  | 844  | 993  | 999  | 996  | 955  | 956  |

| 1856 | 1861 | 1866 | 1872 | 1876 | 1881 | 1886 | 1891 | 1896 |
| ---- | ---- | ---- | ---- | ---- | ---- | ---- | ---- | ---- |
| 825  | 855  | 867  | 902  | 986  | 892  | 916  | 888  | 883  |

| 1901 | 1906 | 1911 | 1921 | 1926 | 1931 | 1936 | 1946 | 1954 |
| ---- | ---- | ---- | ---- | ---- | ---- | ---- | ---- | ---- |
| 833  | 839  | 923  | 735  | 737  | 670  | 609  | 600  | 632  |

| 1962 | 1968 | 1975 | 1982 | 1990 | 1999 | 2004 | 2006 | 2009 |
| ---- | ---- | ---- | ---- | ---- | ---- | ---- | ---- | ---- |
| 557  | 579  | 561  | 560  | 712  | 751  | 806  | 822  | 839  |

| 2014 | 2019 | 2022 | - | - | - | - | - | - |
| ---- | ---- | ---- | - | - | - | - | - | - |
| 791  | 799  | 773  | - | - | - | - | - | - |

## Lieux et monuments

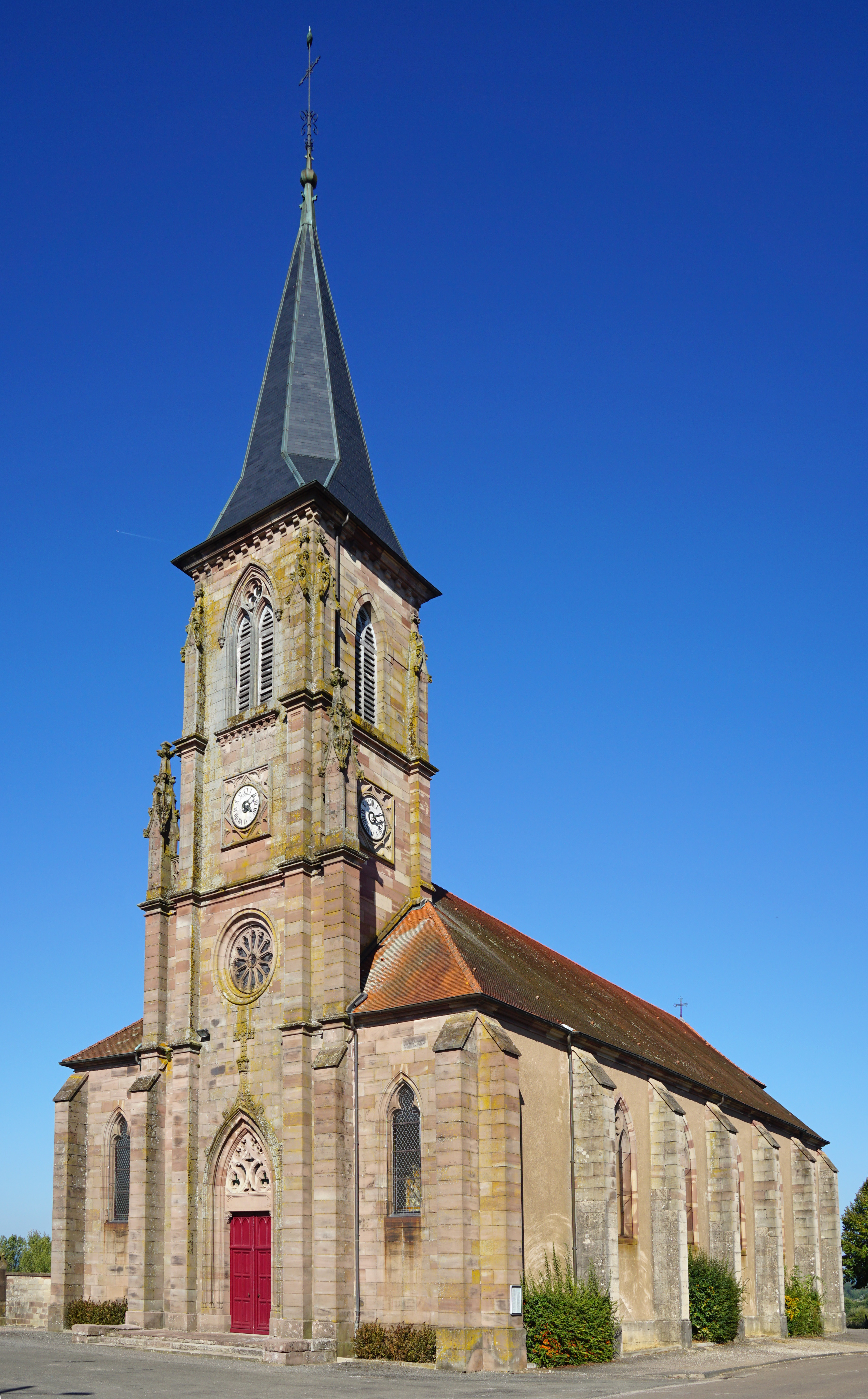
L'église.

La commune de Citers possède plusieurs lavoirs, construits pour la plupart au XIXe siècle. Elle comporte aussi un monument aux morts une église et une mairie.

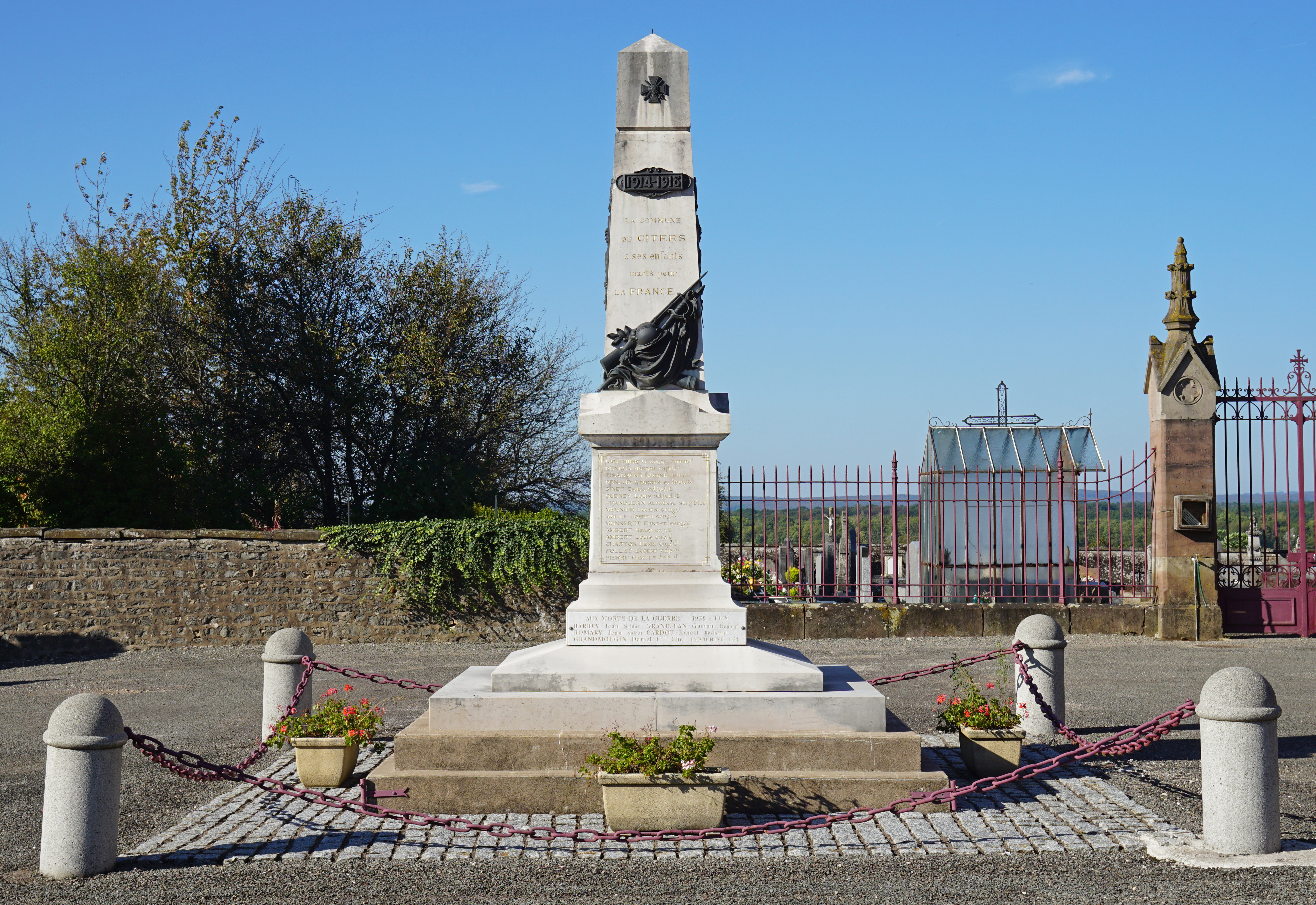
Le monument aux morts.
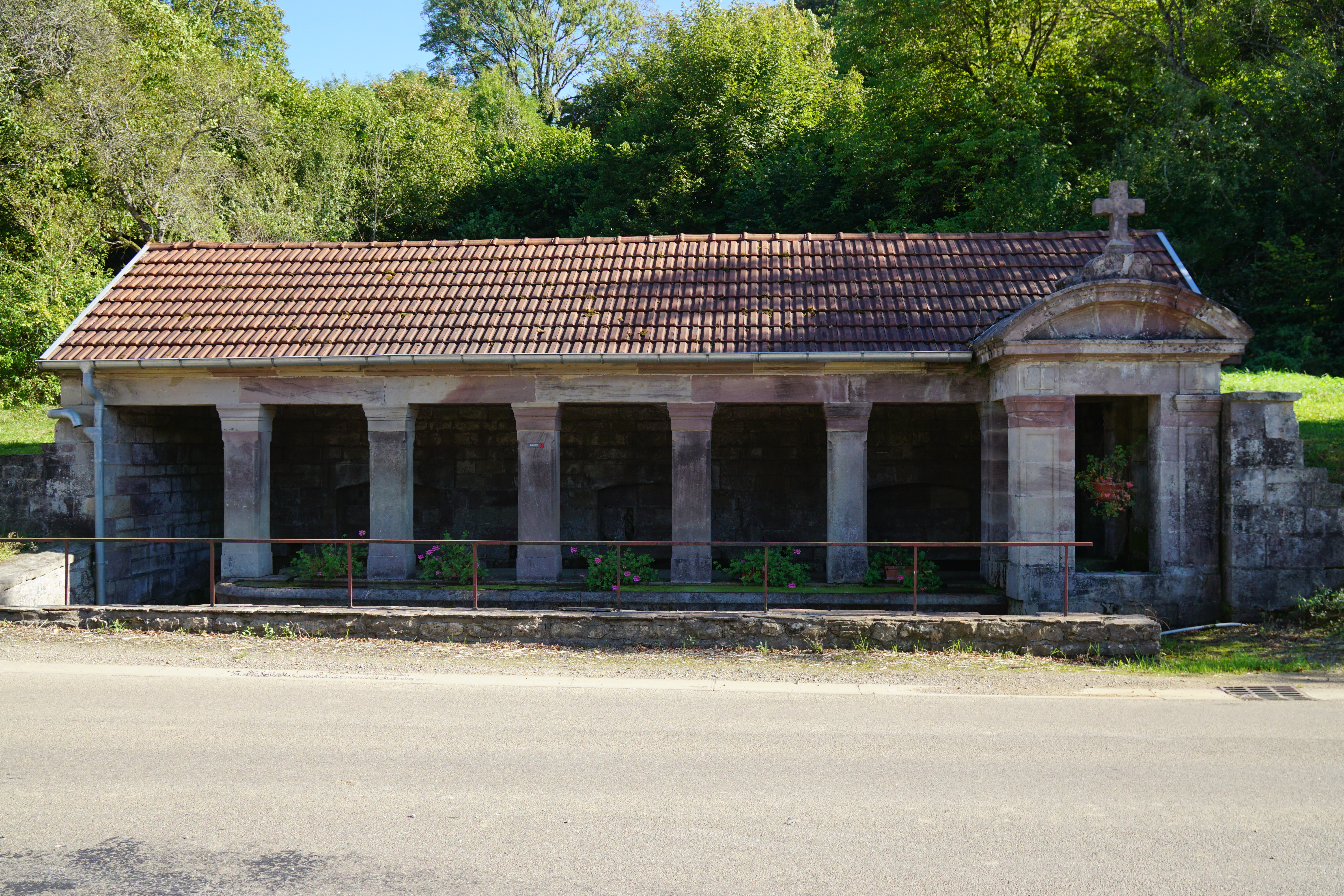
Un des lavoirs de la commune.
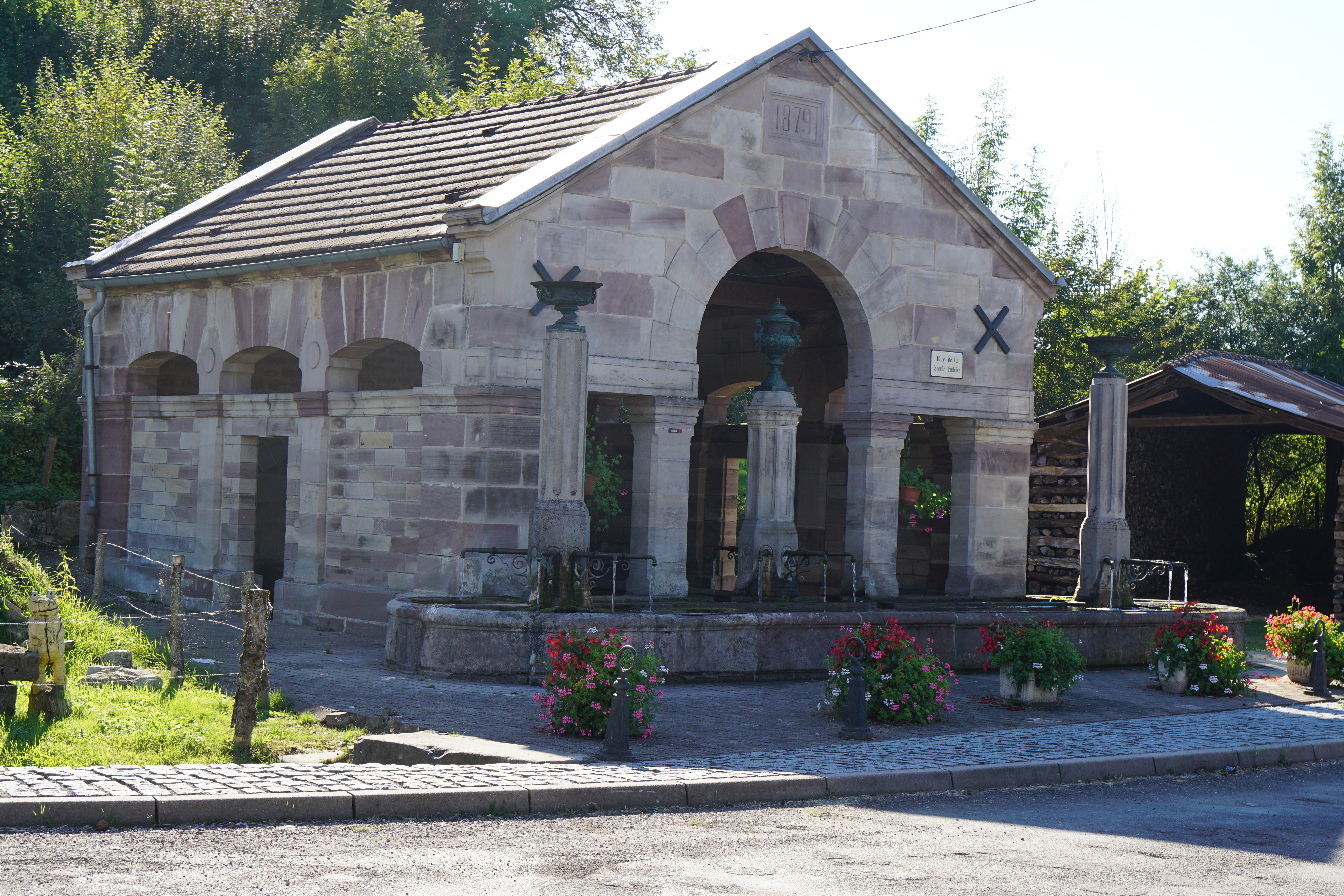
La grande fontaine.
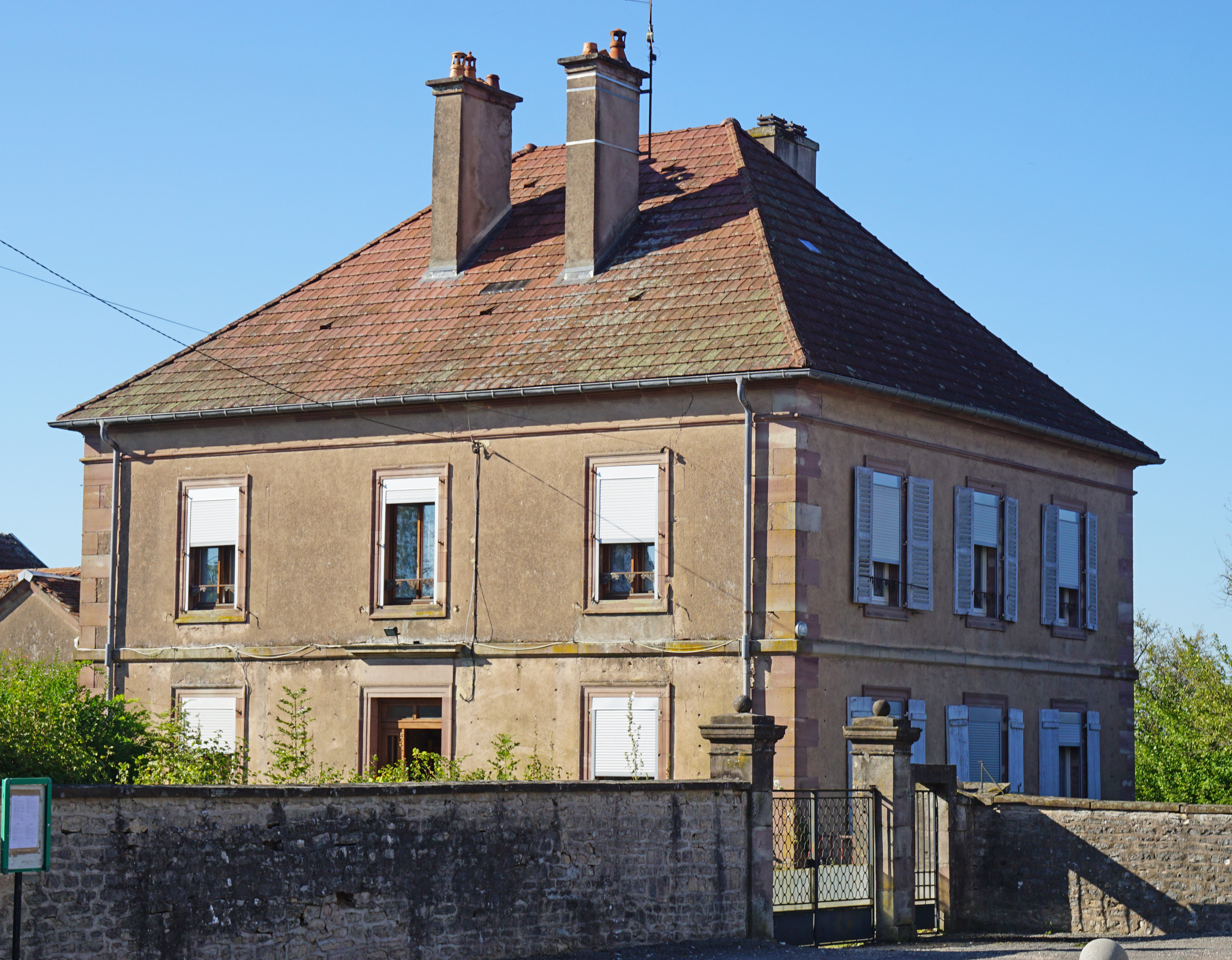
Le presbytère.
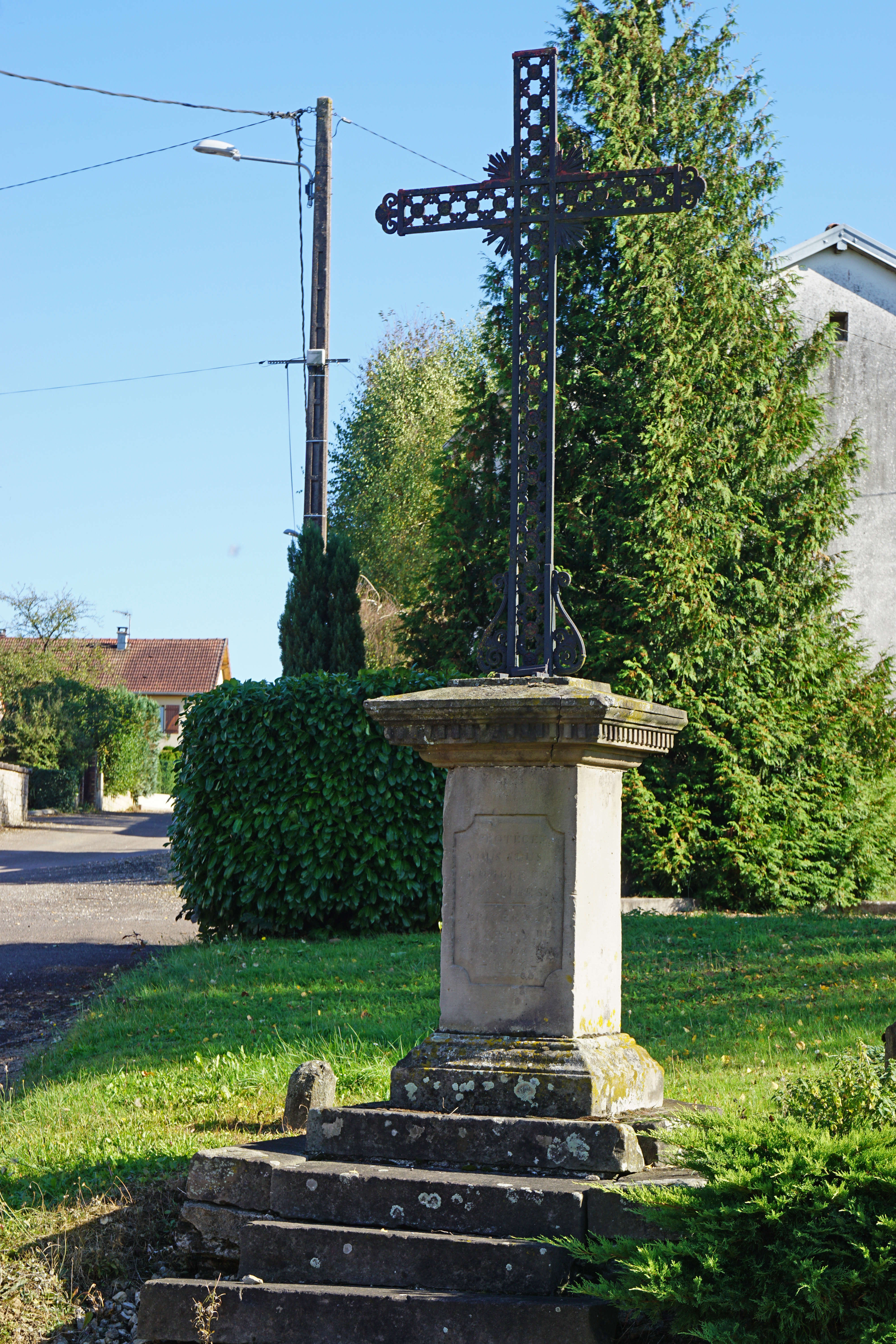
Calvaire.
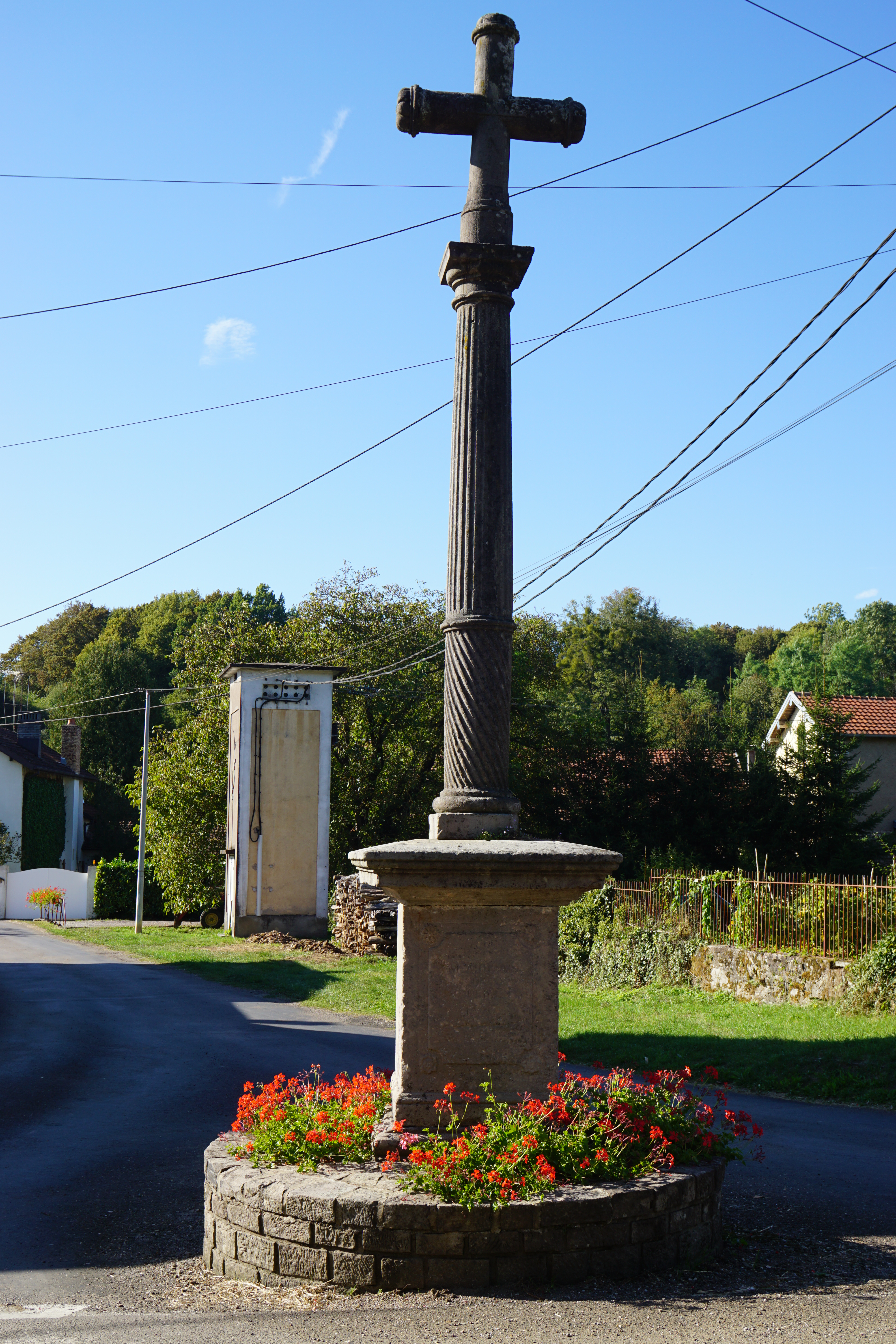
Croix.